# 索隆卡农村居民点
索隆卡农村居民点（俄语：Солонское сельское поселение）是俄罗斯联邦伏尔加格勒州涅哈耶夫斯卡亚区所属的一个农村居民点。其下辖有1个居民点，行政中心为索隆卡。据2016年统计，该农村居民点的人口为945人。